# Arna-Bjørnar
Maillots
Actualités
Arna-Bjørnar est un club norvégien de football basé à Bergen fondé en 1946.

## Histoire
Arna-Bjørnar Fotball est un club de football du quartier d'Arna à Bergen. Le club actuel est issu de la fusion de deux clubs : Arna Turn Idrettslag et Bjørnar IL. Le club est avant tout connu pour son équipe féminine qui est pensionnaire de Toppserien depuis 1997 (hormis une descente en 1. divisjon en 2005).

## Palmarès
Arna-Bjørnar a terminé par cinq fois à la troisième place du championnat de Toppserien, ce qui constitue sa meilleure performance.
- 2001, 2012, 2013, 2014 et 2018.
- Vainqueur du Championnat de 1. divisjon (2e division en 2005).
- Finaliste de la Coupe de Norvège en 2000 et 2002.

## Parcours européen
La première puis les deux premières équipes du championnat étant qualifiées pour la Ligue des champions, Arna-Bjørnar a donc échoué à cinq reprises aux portes de l'Europe.

## Equipe masculine
Le club d'Arna-Bjørnar compte deux équipes masculines. La mieux placée évolue en 2019 en 4. divisjon (soit le 5e niveau). Leur meilleure performance étant une saison en 2013 en 2. divisjon (soit le 3e niveau) où il terminèrent dernier et furent relégués.